# Milan Bořek
Milan Bořek (* 19. prosince 1962) je český soudce, v letech 1999–2013 předseda Krajského soudu v Hradci Králové, poté místopředseda Vrchního soudu v Praze a poté v letech 2014–2021 předseda Krajského soudu v Brně.
V letech 1981 až 1985 vystudoval brněnskou právnickou fakultu a po praxi justičního čekatele se v roce 1988 stal soudcem. Začínal u Okresního soudu v Rychnově nad Kněžnou, poté přešel k Okresnímu soudu v Náchodě a v roce 1990 se stal jeho předsedou. Po devíti letech byl jmenován předsedou Krajského soudu v Hradci Králové a v této pozici zůstal 14 let. Poté byl přeložen k Vrchnímu soudu v Praze a současně byl jmenován jeho místopředsedou, pověřeným vedením insolvenčního úseku vrchního soudu. Zde ale zůstal jen rok a půl, protože byl vybrán pro pozici předsedy Krajského soudu v Brně. Funkce se ujal 1. října 2014. Je také např. členem redakční rady odborného časopisu Soudní rozhledy.